# Single numer jeden w roku 2012 (Japonia)
Notowanie Weekly Singles Chart (jap. 週間シングルチャート Shūkan Shinguru Chāto) przedstawia najlepiej sprzedające się single w Japonii. Publikowane jest ono przez magazyn Oricon Style, a dane kompletowane są przez Oricon w oparciu o cotygodniowe wyniki sprzedaży fizycznej singli. Poniżej znajdują się tabele prezentujące najpopularniejsze single w danych tygodniach w roku 2012.
Notowanie Billboard Japan Hot 100 przedstawia najpopularniejsze single w Japonii. Publikowane jest ono przez magazyn Billboard i Hanshin Contents Link, a dane kompletowane są w oparciu o sprzedaż CD singli (udostępniane przez SoundScan Japan), częstotliwość emitowania piosenek na antenach japońskich stacji radiowych (udostępniane przez firmę Plantech), dane sprzedaży w sklepach internetowych oraz dane sprzedaży z iTunes Japan.

## Oricon Weekly Singles Chart
| Data            | Singel                                                                                     | Wykonawca                  | Źródło |
| --------------- | ------------------------------------------------------------------------------------------ | -------------------------- | ------ |
| 2 stycznia      | „Boku no hambun” (jap. 僕の半分)                                                           | SMAP                       | [ 1 ]  |
| 9 stycznia      | „Seasons”                                                                                  | Jin Akanishi               | [ 2 ]  |
| 16 stycznia     | „Wonderful Cupid/Glass no mahō” (jap. ワンダフル キューピット/がらすの・魔法・)            | NYC/Yūma Nakayama          | [ 3 ]  |
| 23 stycznia     | „Kawatta katachi no ishi” (jap. 変わったかたちの石)                                        | KinKi Kids                 | [ 4 ]  |
| 30 stycznia     | „Good Luck” (jap. グッドラック)                                                            | Bump of Chicken            | [ 5 ]  |
| 6 lutego        | „Kataomoi Finally” (jap. 片想いFinally)                                                    | SKE48                      | [ 6 ]  |
| 13 lutego       | „Where You Are”                                                                            | CNBLUE                     | [ 7 ]  |
| 20 lutego       | „Junjō U-19” (jap. 純情U-19)                                                               | NMB48                      | [ 8 ]  |
| 27 lutego       | „GIVE ME FIVE!”                                                                            | AKB48                      | [ 9 ]  |
| 5 marca         | „SUPER DELICATE”                                                                           | Hey! Say! JUMP             | [ 10 ] |
| 12 marca        | „Ai, Texas” (jap. 愛、テキサス)                                                            | Tomohisa Yamashita         | [ 11 ] |
| 19 marca        | „Wild at Heart” (jap. ワイルド アット ハート)                                              | Arashi                     | [ 12 ] |
| 26 marca        | „STILL”                                                                                    | Tōhōshinki                 | [ 13 ] |
| 2 kwietnia      | „SHE! HER! HER!”                                                                           | Kis-My-Ft2                 | [ 14 ] |
| 9 kwietnia      | „Ikiteru ikiteku” (jap. 生きてる生きてく)                                                  | Masaharu Fukuyama          | [ 15 ] |
| 16 kwietnia     | „GO FOR IT, BABY -Kioku no sanmyaku-” (jap. GO FOR IT, BABY -キオクの山脈-)                | B’z                        | [ 16 ] |
| 23 kwietnia     | „Lady Diamond” (jap. Lady ダイヤモンド)                                                    | Sexy Zone                  | [ 17 ] |
| 30 kwietnia     | „Inori ~Namida no kidō/End of the day/pieces” (jap. 祈り 〜涙の軌道/End of the day/pieces) | Mr. Children               | [ 18 ] |
| 7 maja          | „Sakasama no sora” (jap. さかさまの空)                                                     | SMAP                       | [ 19 ] |
| 14 maja         | „Oide Shampoo” (jap. おいでシャンプー)                                                     | Nogizaka46                 | [ 20 ] |
| 21 maja         | „Face Down”                                                                                | Arashi                     | [ 21 ] |
| 28 maja         | „Aishite-love-ru!” (jap. アイシテラブル!)                                                  | SKE48                      | [ 22 ] |
| 4 czerwca       | „Manatsu no Sounds good!” (jap. 真夏のSounds good !)                                       | AKB48                      | [ 23 ] |
| 11 czerwca      | „Suika BABY” (jap. 西瓜BABY)                                                               | Not yet                    | [ 24 ] |
| 18 czerwca      | „Your Eyes”                                                                                | Arashi                     | [ 25 ] |
| 25 czerwca      | „Ai deshita.” (jap. 愛でした。)                                                            | Kanjani ∞                  | [ 26 ] |
| 2 lipca         | „ALL NIGHT LONG”                                                                           | Exile                      | [ 27 ] |
| 9 lipca         | „TO THE LIMIT”                                                                             | KAT-TUN                    | [ 28 ] |
| 16 lipca        | „HEAT”                                                                                     | Kim Hyun-joong             | [ 29 ] |
| 23 lipca        | „ANDROID”                                                                                  | Tōhōshinki                 | [ 30 ] |
| 30 lipca        | „Chankapāna” (jap. チャンカパーナ)                                                         | NEWS                       | [ 31 ] |
| 6 sierpnia      | „ER (singel)”                                                                              | Eight Ranger               | [ 32 ] |
| 13 sierpnia     | „Moment”                                                                                   | SMAP                       | [ 33 ] |
| 20 sierpnia     | „Virginity” (jap. ヴァージニティー)                                                        | NMB48                      | [ 34 ] |
| 27 sierpnia     | „WANNA BEEEE!!!/Shake It Up”                                                               | Kis-My-Ft2                 | [ 35 ] |
| 3 września      | „Hashire! Bicycle” (jap. 走れ!Bicycle)                                                     | Nogizaka46                 | [ 36 ] |
| 10 września     | „Gingham Check” (jap. ギンガムチェック)                                                    | AKB48                      | [ 37 ] |
| 17 września     | „Aoppana” (jap. あおっぱな)                                                                | Kanjani ∞                  | [ 38 ] |
| 24 września     | „Fumetsu no Scrum” (jap. 不滅のスクラム)                                                   | KAT-TUN                    | [ 39 ] |
| 1 października  | „Kiss datte hidarigiki” (jap. キスだって左利き)                                            | SKE48                      | [ 40 ] |
| 8 października  | „Oh!”                                                                                      | Shōjo Jidai                | [ 41 ] |
| 15 października | „Sexy Summer ni yuki ga furu” (jap. Sexy Summerに雪が降る)                                 | Sexy Zone                  | [ 42 ] |
| 22 października | „Beautiful life/GAME”                                                                      | Masaharu Fukuyama          | [ 43 ] |
| 29 października | „Ikujinashi Masquerade” (jap. 意気地なしマスカレード)                                      | Rino Sashihara with Anrire | [ 44 ] |
| 5 listopada     | „Go to the top”                                                                            | Kumi Kōda                  | [ 45 ] |
| 12 listopada    | „UZA”                                                                                      | AKB48                      | [ 46 ] |
| 19 listopada    | „Kitagawa Kenji” (jap. 北川謙二)                                                           | NMB48                      | [ 47 ] |
| 26 listopada    | „Ai no Beat” (jap. アイノビート)                                                           | Kis-My-Ft2                 | [ 48 ] |
| 3 grudnia       | „Hikaru monotachi” (jap. ヒカルものたち)                                                   | Mayu Watanabe              | [ 49 ] |
| 10 grudnia      | „MONSTERS”                                                                                 | The MONSTERS               | [ 50 ] |
| 17 grudnia      | „Eien Pressure” (jap. 永遠プレッシャー)                                                    | AKB48                      | [ 51 ] |
| 24 grudnia      | „WORLD QUEST/Pokopon pekōrya” (jap. WORLD QUEST/ポコポンペコーリャ)                        | NEWS                       | [ 52 ] |
| 31 grudnia      | „Seifuku no Manequin” (jap. 制服のマネキン)                                                | Nogizaka46                 | [ 53 ] |

## BillboardJapan Hot 100
| Data            | Utwór                                                                       | Wykonawca                      | Źródło  |
| --------------- | --------------------------------------------------------------------------- | ------------------------------ | ------- |
| 2 stycznia      | „Boku no hambun” (jap. 僕の半分)                                            | SMAP                           | [ 54 ]  |
| 9 stycznia      | wstrzymanie publikacji                                                      | wstrzymanie publikacji         |         |
| 16 stycznia     | „Wonderful Cupid” (jap. ワンダフル キューピット)                            | NYC                            | [ 55 ]  |
| 23 stycznia     | „Kawatta katachi no ishi” (jap. 変わったかたちの石)                         | KinKi Kids                     | [ 56 ]  |
| 30 stycznia     | „Good Luck” (jap. グッドラック)                                             | Bump of Chicken                | [ 57 ]  |
| 6 lutego        | „Kataomoi Finally” (jap. 片想いFinally)                                     | SKE48                          | [ 58 ]  |
| 13 lutego       | „Hitotsu” (jap. ひとつ)                                                     | Tsuyoshi Nagabuchi             | [ 59 ]  |
| 20 lutego       | „Junjō U-19” (jap. 純情U-19)                                                | NMB48                          | [ 60 ]  |
| 27 lutego       | „GIVE ME FIVE!”                                                             | AKB48                          | [ 61 ]  |
| 5 marca         | „SUPER DELICATE”                                                            | Hey! Say! JUMP                 | [ 62 ]  |
| 12 marca        | „Ai, Texas” (jap. 愛、テキサス)                                             | Tomohisa Yamashita             | [ 63 ]  |
| 19 marca        | „Wild at Heart” (jap. ワイルド アット ハート)                               | Arashi                         | [ 64 ]  |
| 26 marca        | „STILL”                                                                     | Tōhōshinki                     | [ 65 ]  |
| 2 kwietnia      | „SHE! HER! HER!”                                                            | Kis-My-Ft2                     | [ 66 ]  |
| 9 kwietnia      | „Ikiteru ikiteku” (jap. 生きてる生きてく)                                   | Masaharu Fukuyama              | [ 67 ]  |
| 16 kwietnia     | „GO FOR IT, BABY -Kioku no sanmyaku-” (jap. GO FOR IT, BABY -キオクの山脈-) | B’z                            | [ 68 ]  |
| 23 kwietnia     | „Spring of Life”                                                            | Perfume                        | [ 69 ]  |
| 30 kwietnia     | „Inori ~Namida no kidō” (jap. 祈り 〜涙の軌道)                              | Mr. Children                   | [ 70 ]  |
| 7 maja          | „Sakasama no sora” (jap. さかさまの空)                                      | SMAP                           | [ 71 ]  |
| 14 maja         | „Soredemo suki da yo” (jap. それでも好きだよ)                               | Rino Sashihara                 | [ 72 ]  |
| 21 maja         | „Face Down”                                                                 | Arashi                         | [ 73 ]  |
| 28 maja         | „Aishite-love-ru!” (jap. アイシテラブル!)                                   | SKE48                          | [ 74 ]  |
| 4 czerwca       | „Manatsu no Sounds good!” (jap. 真夏のSounds good !)                        | AKB48                          | [ 75 ]  |
| 11 czerwca      | „Manatsu no Sounds good!” (jap. 真夏のSounds good !)                        | AKB48                          | [ 76 ]  |
| 18 czerwca      | „Your Eyes”                                                                 | Arashi                         | [ 77 ]  |
| 25 czerwca      | „Ai deshita.” (jap. 愛でした。)                                             | Kanjani ∞                      | [ 78 ]  |
| 2 lipca         | „Kimi wa boku da” (jap. 君は僕だ)                                           | Atsuko Maeda                   | [ 79 ]  |
| 9 lipca         | „PAPARAZZI”                                                                 | Shōjo Jidai                    | [ 80 ]  |
| 16 lipca        | „LOVE CHASE”                                                                | Tomohisa Yamashita             | [ 81 ]  |
| 23 lipca        | „LOVE LOVE Summer”                                                          | Ketsumeishi                    | [ 82 ]  |
| 30 lipca        | „Chankapāna” (jap. チャンカパーナ)                                          | NEWS                           | [ 83 ]  |
| 6 sierpnia      | „ER (singel)”                                                               | Eight Ranger                   | [ 84 ]  |
| 13 sierpnia     | „Moment”                                                                    | SMAP                           | [ 85 ]  |
| 20 sierpnia     | „Virginity” (jap. ヴァージニティー)                                         | NMB48                          | [ 86 ]  |
| 27 sierpnia     | „WANNA BEEEE!!!”                                                            | Kis-My-Ft2                     | [ 87 ]  |
| 3 września      | „Hashire! Bicycle” (jap. 走れ!Bicycle)                                      | Nogizaka46                     | [ 88 ]  |
| 10 września     | „Gingham Check” (jap. ギンガムチェック)                                     | AKB48                          | [ 89 ]  |
| 17 września     | „Aoppana” (jap. あおっぱな)                                                 | Kanjani ∞                      | [ 90 ]  |
| 24 września     | „Fumetsu no Scrum” (jap. 不滅のスクラム)                                    | KAT-TUN                        | [ 91 ]  |
| 1 października  | „Kiss datte hidarigiki” (jap. キスだって左利き)                             | SKE48                          | [ 92 ]  |
| 8 października  | „Oh!”                                                                       | Shōjo Jidai                    | [ 93 ]  |
| 15 października | „Sexy Summer ni yuki ga furu” (jap. Sexy Summerに雪が降る)                  | Sexy Zone                      | [ 94 ]  |
| 22 października | „Beautiful life”                                                            | Masaharu Fukuyama              | [ 95 ]  |
| 29 października | „Electric Boy” (jap. エレクトリックボーイ)                                  | Kara                           | [ 96 ]  |
| 5 listopada     | „Life is SHOW TIME”                                                         | Shō Kiryūin from Golden Bomber | [ 97 ]  |
| 12 listopada    | „UZA”                                                                       | AKB48                          | [ 98 ]  |
| 19 listopada    | „Kitagawa Kenji” (jap. 北川謙二)                                            | NMB48                          | [ 99 ]  |
| 26 listopada    | „Ai no Beat” (jap. アイノビート)                                            | Kis-My-Ft2                     | [ 100 ] |
| 3 grudnia       | „Saraba, itoshiki kanashimi-tachi yo” (jap. サラバ、愛しき悲しみたちよ)     | Momoiro Clover Z               | [ 101 ] |
| 10 grudnia      | „MONSTERS”                                                                  | The MONSTERS                   | [ 102 ] |
| 17 grudnia      | „Eien Pressure” (jap. 永遠プレッシャー)                                     | AKB48                          | [ 103 ] |
| 24 grudnia      | „WORLD QUEST”                                                               | NEWS                           | [ 104 ] |
| 31 grudnia      | „Seifuku no Manequin” (jap. 制服のマネキン)                                 | Nogizaka46                     | [ 105 ] |